# Dawid Lorija
Dawid Grigorjewitsch Lorija (russisch Давид Григорьевич Лория; auch David Loriya; * 31. Oktober 1981 in Zelinograd) ist ein kasachischer Fußballtorwart.

## Karriere
Seine erste Profisaison spielte er 1997 bei Awtomobilist Schortandy. Ende des Jahres wechselte er aber zu Zhenis Astana, wo er sich schon für das Nationalteam aufmerksam machte. Dort spielte er vier Jahre und kam auf 70 Einsätze. Danach wurde er an Okschetpes Kökschetau verkauft. Doch nach nur einem Jahr wechselte er 2004 zu Schachtjor Qaraghandy. Hier kam er in zwei Jahren auf 65 Einsätze und war der unangefochtene Stammgoalie. Ab 2006 wechselte er jährlich den Verein, bis ihn 2008 Schachtjor Qaraghandy wieder zurückholte. 2009 wechselte er zum russischen Erstligisten Spartak Naltschik. Im Juli 2009 wurde er vom kasachischen Erstligisten Lokomotive Astana verpflichtet. Im Januar 2010 unterschrieb er einen Vertrag bei Irtysch Pawlodar.
Zur Saison 2012/13 wechselte er zum türkischen Zweitligisten Çaykur Rizespor. Nach dem erfolgreichen Aufstieg mit Rizespor, verließ Lorija die Türkei und setzt seine Karriere in seiner Heimat fort.
Im Sommer 2014 kehrte er in die Türkei zurück und heuerte beim Zweitligisten Karşıyaka SK an. Im Januar 2015 verließ er diesen Klub.

## Nationalmannschaft
Dawid Lorija wurde 38-mal in der Kasachischen Fußballnationalmannschaft eingesetzt.

## Erfolge
- Kasachischer Meister mit Zhenis Astana (heute FK Astana): 2000, 2001, 2006
- Kasachischer Pokalsieger mit FK Astana: 2001, 2002, 2006
- Torwart des Jahres in Kasachstan: 2000, 2005, 2006